# Portugals historia
Den här artikeln behandlar Portugals historia.

## Forntiden
De äldsta mänskliga spåren av bosättning i Portugal är omkring 500 000 år gamla. De paleolitiska bosättningarna är dock få, endast en grotta med grottmålningar från Mellanpaleolitikum är känd. Från mesolitikum härstammar en rad platser med kökkenmöddingar, i vilka även gravar påträffats. Under äldsta delen av neolitikum, vilket i Portugal infaller under 5000-talet före Kristus, kan en stark påverkan från västra Medelhavsområdet spåras. Under 3000-talet f. Kr. introduceras metaller och stora byar omgivna av skyddande murar anlades. Flera av dessa visar kontinuerlig användning in i bronsåldern.
Omkring 700 f. Kr. inleds järnåldern i Portugal. Perioden kännetecknas av väl befästa boplatser i höjdlägen. Under denna tid märks ett påtagligt keltiskt inflytande. Härstamningen för lusitanerna, som är de äldsta i skrift omtalade innevånarna är okänd.
Hela Iberiska halvön blev först erövrad av kartagerna, efter det andra puniska kriget av romarna och efter Västroms fall under början av 400-talet av de germanska folken sveber, alaner och vandaler. På 420-talet anlände visigoterna som i sin tur undanträngdes eller underkuvades av araberna i början av 700-talet.

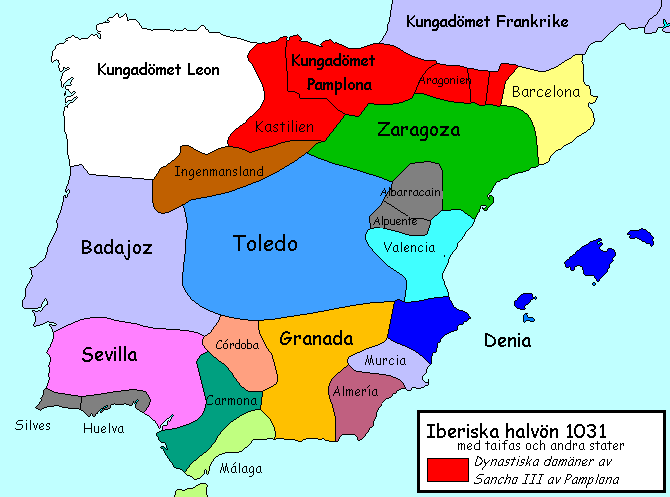
Politisk karta över Iberiska halvön år 1031.

Under de omajjadiska kaliferna blev landet blomstrande och de gamla romerska städerna Lissabon, Lamego, Porto som fick behålla sin romerska självstyrelse fick stort inflytande. Under 900-talet började omajjadernas makt vackla; de visigotiska kungarna styrde ännu över det bergiga Asturien i norr och härjade i landet. År 997 lyckades de erövra Porto med hela provinsen Entre Douro e Minho. Under 1000-talet följde nya erövringar: Beira togs 1055, Lamego 1057. Framgångarna hejdades genom slaget vid az-Zallaqah 1086 av bland annat en här av almoravider. Underrättelsen därom fick en mängd kristna riddare från andra länder att skynda till de kristnas hjälp, bland annat greve Henrik av Burgund. Kung Alfons VI av Kastilien och León knöt denne till sig genom att år 1095 ge honom provinserna Porto och Coimbra samt (den utomäktenskapliga) dottern Teresia till maka.

## Medeltiden

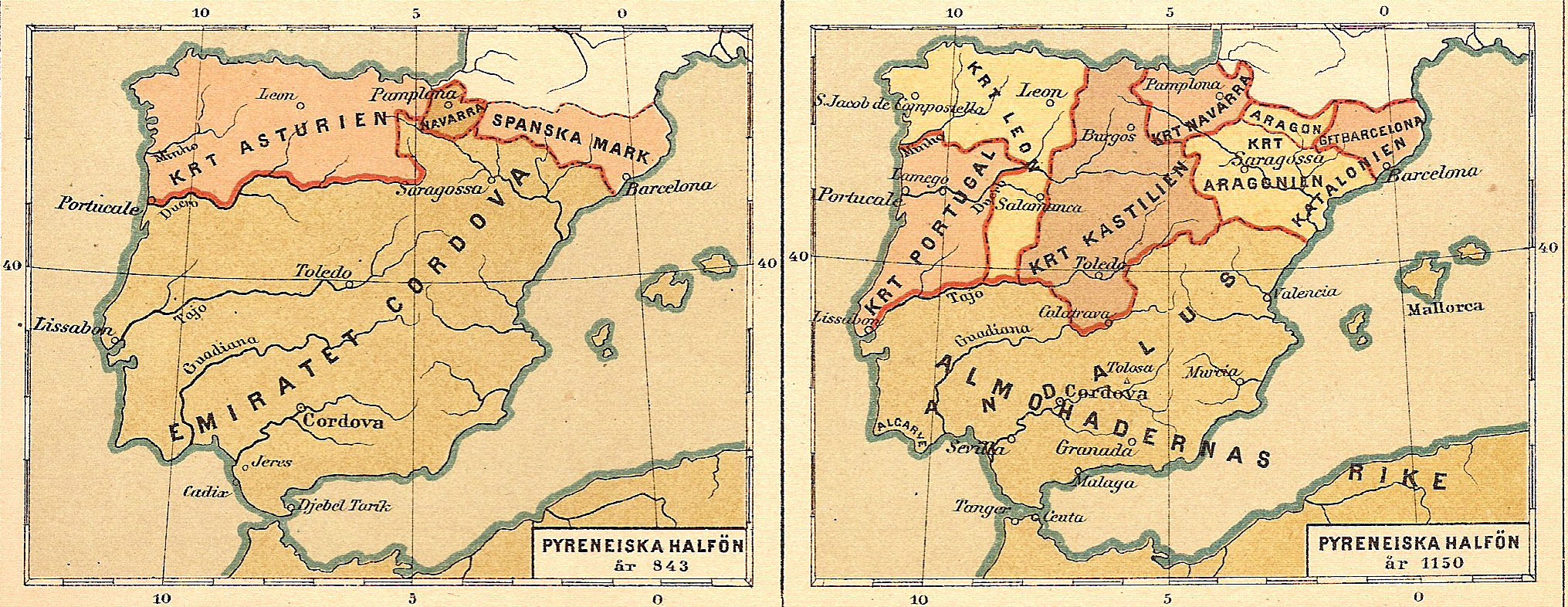
Historisk karta över Iberiska halvön 843 e.Kr. och 1150 e.Kr. med kungariket Portugal.

Sedan Henrik av Burgund, förste greve av Portugal, avlidit 1114 ledde hans Teresa av Leon en förmyndarregering för den omyndige sonen Alfons I av Portugal och antog som kungadotter titeln "drottning av Portugal". Även sedan han nått myndig ålder försökte hon behålla regeringsmakten men den portugisiska adeln samlade sig kring Alfons i ett uppror. Teresa fick stöd av sin far Alfons VI av León och Kastilien men besegrades 1128 i slaget vid São Mamede. Efter detta styrde Alfons landet som suverän.
Genom fyra krig tillsammans med sin kusin Alfons VII av Kastilien ökade hans områden och han utropade sig till kung av Portugal efter slaget vid Ouriqe mot morerna den 25 juli 1139. Kastilien erkände Portugals självständighet vid freden i Zamora 1143. Berättelsen om hur cortesförsamlingen samma år antog Portugals författning är uppdiktad.
Kriget mot morernas kungadöme fortsatte och Lissabon erövrades den 24 oktober 1147. Framgångarna avbröts på 1160-talet när kungen blev tillfångatagen vid ett krig mot León men krigen kunde fortsätta under hans sista år av hans son Sancho I. Denne var en god krigare men betydde ändå mest för utvecklandet av jordbruk och industrier och för alla de städer som fick sina första stadsprivilegier har han fått tillnamnet O povoador, stadsuppbyggaren.
Efter en lång strid med påven Innocentius III tvingades Sancho I till många eftergifter till den härsklyste påven. Kungens efterträdare Alfons II, Alfons den tjocke, fortsatte att erövra mark, men hans regeringstid har särskilt kommits ihåg då han sammankallade cortes, parlamentet bestående av rikets biskopar och stormän, första gången. Alfons II  förbjöd kyrkan att förvärva mer jord då detta minskade hur många riddare adeln kunde ställa upp med. Alfons II:s i övrigt antikyrkliga politik gjorde att han ådrog sig en bannlysning av påven Honorius III.
Sonen Sancho II drev en kraftfull politik och var en god krigsman men han förlorade folkets gunst på grund av en kärleksaffär med en kastiliansk dam. Detta kunde biskoparna använda för att störta honom. 
Kriget mot araberna kunde avslutas när hans bror Alfons III erövrade Algarve i söder år 1249 och gav därmed Portugal den geografiska utsträckning som det sedan dess behållit. Alfons III byggde upp en stark kungamakt och för att kuva de biskopar som satt honom på tronen sammankallade han 1254 städernas ombud till cortes, en av de viktigaste händelserna i landets konstitutionella historia.
Sonen Dionysius I ägnade sig främst åt att bygga upp landet istället för krigiska bedrifter och att konsolidera sin makt på bekostnad av adeln. 1290 grundade han universitetet i Coimbra och han främjade handel och sjöfart genom ett handelsfördrag med England 1294 och upprättade en kunglig örlogsflotta 1317.

### Senmedeltiden
Hans son Alfons IV förde krig mot Kastilien men stödde sedan detta mot kungadömet Granada och fick tillnamnet den tappre. 
Hans efterföljare, Peter I, fick istället tillnamnet den stränge. Han hade tidigare förälskat sig Inês de Castro, en adelsdam från Galicien och levde i hemlighet med henne. Detta ställde till skandal och störde Kung Alfons politiska planer och Castro mördades. Kung Peter stärkte kungamakten på bekostnad av kyrkan, som fick sina privilegier indragna försåvitt de stod i strid med kungamaktens vilja. Han stärkte också banden med England genom ett handelsfördrag 1353.
Han efterträddes av sonen Ferdinand I som var svag och lättledd och dominerades av sin älskarinna, senare hustru, donna Leonora Telles de Menezes. Hans anspråk på Kastiliens krona invecklade honom i två krig med detta (1369–1371 och 1381–1382). Kung Fernando dog 1383 i oktober och hans omyndiga dotter, Beatrix, ärvde kronan och änkedrottning Leonora skulle sköta förmyndarregeringentills hon blev myndig. Beatrix hade blivit gift i maj 1382 med Johan I av Kastilien och bodde med kungen Valladolid.
Leonora var dock mycket impopulär bland folket och det utbröt ett folkuppror mot tanken att få en spanjor till kung. Stormästaren i Aviz-orden Johan var en oäkta son till Peter den stränge och valdes av cortes till Johan I. Ett militärt anfall från Kastilien slogs tillbaka genom slaget vid Aljubarrota den 14 augusti 1385. Portugal hade fått hjälp av engelska trupper under befäl av Johan av Gaunt och kungen gifte sig 1387 med dennes dotter Filippa. Därigenom stärktes samarbetet med England och Portugal tryggades mot nya anfall från Kastilien.
Johan I kom att stödja sin regering på det allt mäktigare borgerskapet i Portugals städer och gav dem goda privilegier, vilket kom att gynna landets handel. Redan under Johan I intogs 1415 Ceuta. Under Edvard I misslyckades ett stort anlagt försök att utvidga Portugals välde där, men sedan Alfons V bestigit tronen erövrades i Marocko den ena staden efter den andra, 1471 intog man Tanger. Samtidigt utforskade portugisiska sjöfarare under Henrik Sjöfararen länderna längre åt söder, nyupptäckte 1431–1432 Azorerna och hade före 1460 utforskat nästan hela Guineakusten. Under Johan II och Manuel I fortsatte den koloniala expansionen och Portugal blev ett världsrike. Lissabon, vars hamn byggdes ut under 1440-talet, blev en av världshandelns viktigaste knutpunkter. Viktiga händelser i utvecklingen var då Bartolomeu Dias 1487 nådde Godahoppsudden och då Vasco da Gama 1498 nådde Indien samt då Pedro Álvares Cabral 1500 upptäckte Brasilien.

## Handeln med afrikanska slavar
Det var Portugal som påbörjade handeln med svarta afrikaner efter att ha stött på negros (port. för svarta)  i sina utforskningar och plundringståg i Afrika. Portugal tog de första svarta slavarna till huvudstaden Lissabon år 1441, och de fortsatte att importeras i sådana mängder att andelen svarta i Portugal uppgick till 10 procent år 1550, vilket kan jämföras med andelen afro-amerikaner i USA idag, 13–14 procent.,
De afrikanska slavar som blev en del av triangelhandeln över Atlanten genom att reduceras till "varor" utsattes dock för ett av de värsta brotten mot mänskligheten som begåtts. En spansk munk vid namn Bartolome de las Casas föreslog att även svarta i Portugal skulle ha rätt att utvandra till Nya världen, men olyckligtvis också att tillfångatagna svarta människor i Afrika skulle föras till Amerika för att säljas som slavar. Detta för att indianerna på de nyupptäckta öarna inte klarade hårt arbete utan dog av umbäranden eller sjukdomar.  Även andra, som Fray Bernardino de Manzanedo, bad den spanska regeringen utfärda slavlicenser, helst för fler kvinnor än män, vilket också den spanske konungen Ferdinand den katolske och drottning Isabella II av Spanien beviljade. Ett annat krav var att slavarna skulle vara döpta. Portugals del i detta var att slavarna i begynnelsen av denna handel auktionerades ut i Lissabon och i stor utsträckning fördes till Västindien med portugisiska skepp. Afrikanerna skeppades således inte direkt från Afrika till Amerika, utan togs först till Lissabon. De första skeppades officiellt över till Amerika år 1510, och de flesta skeppen avreste från Lissabon. Casa dos Escravos i Lissabon (regeringens slavhandelsbyrå) sålde fler än 1 200 negros mellan 1511 och 1513.
Tordesillasfördraget av den 7 juni 1494, kom till för att förhindra en väpnad konflikt mellan dåtidens mäktigaste katolska länder. Det slöts i den spanska staden Tordesillas under överinseende av påven Alexander VI. Fördraget ratificerades den 2 juli av de spanska monarkerna Isabella I av Kastilien och Ferdinand II av Aragonien samt den 5 september Johan II av Portugal och stadfästes även av påven Julius II 1506. Fördraget innebar att portugiserna fick kontroll över Västafrika, där de blivande slavarna infångades, och över det landområde i Sydamerika som skulle komma att bli Brasilien.,
Portugals kolonialvälde utsträcktes till att även omfatta Sri Lanka, Malackahalvön och Moluckerna. Även i Persiska viken och Macao byggdes manufaktorier.
I takt med kolonialväldets utbyggnad trädde jesuiter i landets tjänst som missionärer och kyrkoorganisatörer. Samtidigt skedde en inre konsolidering av landet, en rik lagstiftning ägde rum under Manuel I och Johan III samtidigt som den adliga oppositionen kuvades. 1536 infördes inkvisitionen i Portugal. Mot slutet av 1500-talet började dock Portugals ställning att försvagas, Lissabon blev alltmer en transitohamn för Indiska varor än utgångspunkt för den europeiska handeln med Asien. Portugal saknade kapital och befolkning för att kunna administrera det stora kolonialvälde som skapats. I Marocko gick flera städer förlorade redan under Johan III:s regering och Sebastian I besegrades i grund och stupade där 1578.
Till det fram till 1825 portugisiska Brasilien fördes uppskattningsvis 35 % av alla förslavade afrikaner som såldes i Amerika. Mer än 3 miljoner afrikaner skickades till Brasilien för att arbeta främst på sockerrörsodlingar från 1500-talet till 1800-talet. Portugal förbjöd slavhandel över Atlanten 1761. I Brasilien frigavs slavarna först 1888.

## Union med Spanien
Efter Sebastian I:s död blev Henrik I av Portugal kung. Han var präst och saknade arvingar, varför flera pretendenter kom att göra anspråk på tronen.
Efter den kungliga familjens utslocknande fanns det fem tronpretendenter, Filip II av Spanien, hertig Filibert av Savojen, hertig Ranuccio av Parma, priorn Antonio av Crato samt hertiginnan Katarina av Bragança, alla ättlingar till Manuel I.
Den spanske kung Filip II som redan 1579 gjort anspråk på tronen hade stöd av den portugisiska adeln. Borgarna i landet önskade dock att tills vidare låta landet styras av en junta. Efter Henriks död 1580 ryckte dock spanska trupper in i Portugal, och Antonio av Crato som ledare för juntan låtit utropa sig till kung besegrades. Filip II erkändes 1581 som regent av cortes mot löfte att respektera landets lagar och friheter, att sammankalla cortes, att alltid utnämna portugiser till alla ämbeten och alltid åtföljas av ett portugisiskt kungligt råd. I praktiken kom dock inget av detta till stånd, Portugal kom att styras som en spansk koloni.
Den portugisiska flottan gick under tillsammans med den spanska armadan i Engelska kanalen år 1588 och därmed var de portugisiska kolonierna utlämnade på nåd och onåd och Nederländerna kunde ta över den ostindiska handeln, engelsmännen ryckte åt sig några handelsstationer i Indien och fransmännen tog över handeln på Brasilien. Cortes samlades endast en gång och spanska stormän lyckades ta åt sig stora landområden i Portugal och landet utplundrades.

## Portugal under huset Bragança
Upproret mot Spanien skedde till förmån för hertigen av Bragança, en sonson till Katarina, Manuel I:s sondotter. Själv gjorde hertigen inget utan upproret leddes av hans vän João Pinto Ribeiro och hertigens hustru Luiza de Guzman. Upproret bröt ut i Lissabon den 1 december 1640, och den 13 december kunde hertigen krönas som Johan IV. Upproret främjades av att Spanien var inblandad i trettioåriga kriget (samt den samtidigt pågående revolten i Katalonien), och upproret stöddes därför av habsburgarnas fiender – särskilt Frankrike, Nederländerna och England. Med Sverige slöt Portugal en förbundstraktat 1641. Vänskapen med Nederländerna tog dock snabbt slut då Portugals gamla kolonier, som var i Nederländernas händer, förklarade sig stödja Portugal. Detta medförde att länderna hamnade i krig med varandra.
Krigen fortsatte även under Alfons VI:s tid. I krig mot Spanien vann Portugal flera segrar och kungen antog tillnamnet den segerrike. 1667 organiserade kungens bror Peter i samförstånd med drottningen, Maria av Nemours, en resning och utropades av cortes till regent den 1 januari 1668 och slöt samma år fred med Spanien. Drottningen fick sitt äktenskap med Alfons VI förklarat ogiltigt och gifte sig med Peter. Alfons VI hölls fången fram till sin död 1683 och efterträddes av Peter II. Han var en kraftfull och duglig kung som på olika sätt bidrog till landets ekonomiska utveckling.
Landet hade dock då kvar endast en bråkdel av Portugals gamla kolonier. Brasilien var den främsta av dessa. De portugisiska kungarna lyckades väl hävda sin makt gentemot cortes, och från 1693 sammankallades de inte längre. Utrikespolitiskt hade de dock svårare.
Vid det spanska tronföljdskriget anslöt sig Portugal till Frankrike trots att landet ända sedan medeltiden haft goda förbindelser med England. England skickade då en skicklig diplomat, John Methuen, som fick Portugal att sluta Methuenfördraget 1703. Följden av detta innebar stora svårigheter för den inhemska textilindustrin och landet blev både politiskt och ekonomiskt beroende av England och var under de närmaste århundradet i praktiken Englands vasall.
Peter II:s son, Johan V fortsatte kriget mot Spanien som kunde avslutas genom freden i Madrid 1715. På påvens begäran skickade han en flotta mot turkarna 1717 och lånade denne stora summor pengar och fick i gengäld hederstiteln rex fidelissimus, allra trognaste konung.
I slutet av 1600-talet hade både guld och diamanter upptäckts i Brasilien men stora summor slösades bort på byggnadsföretag och dyrbart hovliv.
Under Josef I styrdes landet enväldigt men makten användes för en mängd reformer, vilka huvudsakligen utformades av Sebastião José de Carvalho e Melo, markis av Pombal. Jesuitorden förbjöds 1759, skatteväsendet reglerades, handelskompanier etablerades, undervisningsväsendet reformerades och försök gjordes försöka stimulera sädesodlingen i landet. Genom en stor jordbävning förstördes Lissabon den 1 november 1755. Josef I efterträddes av sin äldsta dotter Maria I och vars make, hennes farbror, blev medregent under namnet Peter III. Under denna tid började reaktionen mot de tidigare reformerna, som drabbat adeln hårt. Motreaktionen leddes inte så mycket av regentparet som av änkedrottningen och drottningens biktfader dom Ignacio de San Caetano som helt behärskade drottningen. Markisen av Pombal förvisades men reformarbetet avstannade dock inte helt. Efter att hennes make, äldste son och biktfadern avlidit drabbades drottningen av en psykisk sjukdom från 1788 och regerandet övertogs av hennes andre son. Först efter moderns död 1816 utnämndes han till kung som Johan VI. Prinsregenten Johan var motståndare till den franska revolutionens idéer och förde en reaktionär politik. 1801 invaderades landet av en spansk-fransk armé varvid prinsregenten Johan tvingades att säga upp sina avtal med Storbritannien. När han 1807 vägrade ansluta sig till kontinentalsystemet invaderades landet på nytt av Frankrike under Napoleon I och kungaparet och hovet flydde till Brasilien varvid Napoleon dekreterade att huset Bragança upphört att regera.
Omedelbart därefter utbröt ett uppror i Portugal, som kraftigt understöddes av brittiska stridskrafter. Efter två segrar mot fransmännen lovade dessa att utrymma Portugal. Den engelska generalen lord Beresford fick i uppdrag att omorganisera Portugals armé. Efter att freden återställts stannade hovet kvar i Rio de Janeiro medan Portugal styrdes av lord Beresford.
Mot den brittiska förvaltningen utbröt uppror 1817 och 1820. Engelsmännen jagades bort och en ny nationalförsamling bildades som antog en demokratisk författning. År 1821 återvände Johan VI från Brasilien och då cortes försökte göra sitt inflytande gällande över Brasilien utropades 7 september 1822 Brasilien som självständigt rike med Johan VI:s son, kronprins Peter, som kejsare, Peter I av Brasilien. Kungens yngste son, Mikael, genomförde 1823 en statskupp varvid den nya författningen upphävdes och var en tid den verklige makthavaren i Portugal, innan han 1824 genomförde ett försök till statskupp mot sin far, och därefter landsförvisades. Efter Johan VI:s död 1826 var Brasiliens kejsare tronarvinge men som ett fördrag 1825 mellan Portugal och Brasilien slagit fast att Portugal och Brasilien inte kunde ha samma regent avstod han sina anspråk till förmån för sin dotter Maria med Mikael som förmyndare efter att ha infört en författning, Carta de lei, med förebild från den franska av 1815.
Förmyndaren Mikael lät dock med stöd av det ultramontana kyrkliga partiet genom en statskupp sätta den nya författningen ur spel och i stället inkalla en cortesförsamling efter medeltida modell, vilken 1828 hyllade honom som kung Mikael I. Kejsar Peter avsade sig då Brasiliens krona till förmån för sin son, Peter II av Brasilien och samlade ihop en engelsk armékår som 1832 landsteg i Portugal. 1833 lyckades Peter inta Portugal och efter blodiga strider gick Miguel 1834 med på att överlämna regeringen till Maria II. Peter räknas som Peter IV av Portugal. Efter Peter IV:s död samma år blev dock hennes regeringstid orolig med rövarband på landsbygden.
Det fanns också ett missnöje med 1826 års författning och dessa missnöjda, septembrister lyckades genom en kupp återinföra 1820 års författning. Anhängarna av 1826 års författning, chartister, lät sig dock inte nöjas och mellan dessa grupper förekom mycket oroligheter, militäruppror och anarki. Vid en kupp 1842 återinfördes 1826 års författning. Hennes efterträdare, Peter V, dog i en av de epidemier som hemsökte landet 1861.
Han följdes av sin yngre bror Ludvig I som avhöll sig från all inblandning i politiken. Septembristerna och chartisterna förenades i ett parti, regeneradores 1852 och landet kunde bygga ut industri, handel och infrastruktur.
Ludvig I efterträddes av Karl I som hamnade i en konflikt med Storbritannien om gränsdragningen mellan de portugisiska och brittiska kolonierna i södra Afrika. Portugal hade för avsikt att förbinda Portugisiska Östafrika med Angola vilket krockade med den brittiska strävan att förbinda Sydafrika med kolonier längre norrut. Efter att brittiska flottan ankrat utanför Lissabon gick Portugal med på en överenskommelse som satte stopp för alla expansionsplaner.
Under 1890-talet drabbades Portugal av en ekonomisk kris och 1892 tvingades landet göra statsbankrutt. Regeringsmakten växlade mellan regeneradores och progressistas och korruptionen var utbredd. Karl I tillsatte då en centerregering vars politik dock ledde till en motreaktion som riktade sig mot kungen. Den 1 februari 1908 mördades kungen och kronprinsen vid ett attentat.
Karl I:s yngre son Emanuel II besteg tronen men de politiska striderna upphörde inte. Republikanska grupper inledde ett uppror den 4 oktober 1910 och militären ställde sig på republikanernas sida. Efter två dagars gatustrider flydde den kungliga familjen till England.

## Republiken Portugal
Den nya regeringen genomförde med snabbhet en stor del av det republikanska partiets program: skilsmässa mellan kyrka och stat, kyrklig egendom beslagtogs och ärftliga titlar och privilegier avskaffades innan en vald nationalförsamling hade sammankallats. Bland republikanerna utkristalliserades snart två falanger samtidigt som monarkister genomförde upplopp och militära anfall från den spanska sidan av gränsen. De nära banden med Storbritannien gjorde att Portugal deltog i första världskriget på Ententens sida.
Den portugisiska demokratin försvagades dock av de urusla statsfinanserna och 1926 genomfördes en militärkupp med stöd från kyrkan och överklassen. Från 1932 styrdes Portugal diktatoriskt av Antonio de Oliveira Salazar. Han kallade sin regim för Estado Novo, den nya staten som kännetecknades av korporativism och katolsk konservatism. Salazars polis PIDE höll befolkningen i schack vilket också bidrog till att hålla landet samman. Portugal förhöll sig neutralt i både spanska inbördeskriget och andra världskriget.
I december 1961 annekterade Indien de portugisiska enklaverna Damão och Diu. Då hade uppror redan utbrutit i Angola men Salazar hade inte för avsikt att ge de afrikanska kolonierna oberoende. Tvärtom uppmuntrades portugiser att bosätta sig i kolonierna. 1968 fanns 140 000 soldater i Afrika och militärutgifterna motsvarade 40 % av statsutgifterna. 1968 insjuknade Salazar och efterträddes av Marcelo Caetano. Trots framgångar mot gerillan och en lång period av ekonomisk utveckling framstod den isolerade och djupt ortodoxa regimens framtid som ohållbar. Det interna motståndet kulminerade när Caetano störtades vid en oblodig militärkupp 1974, och följande år tog FRELIMO (Frente de Libertação de Moçambique) makten i Moçambique medan MPLA (Movimento Popular Libertação) med kubansk hjälp tog makten i Angola, vilket den nya juntan valde att godkänna som fait accompli.

Efter 1976 styrdes Portugal av olika center-vänsterregeringar under socialisten Mário Soáres som befäste ett demokratiskt styrelseskick. Portugal blev medlem av EG 1986 och samma år valdes Soáres valdes till president och Anibal Cavaco Silva en socialdemokratisk (konservativ) regering som blev den mest långlivade sedan Salazaråren. Sedan 2005 till 2011 var José Socrates (socialist) premiärminister. 
År 2006 gick presidentskapet till Aníbal Cavaco Silva, som tillhörde Partido Social Democrata (PSD). Den globala finanskrisen 2007–2008 slog hårt mot landet, och ledde till en budgetkris och höga statsskulder. Det stora budgetunderskottet gjorde att landet 2011 beviljades ett nödlån av EU och Internationella valutafonden. Efter några år med tuff åtstramningspolitik kunde i mitten av 2010-talet en viss ekonomisk återhämtning ses. Sedan 2016 är Marcelo Rebelo de Sousa (PSD) landets president. I slutet av december 2017 hade Portugal betalat tillbaka 80 % av nödlånet från Internationella valutafonden. I januari 2021  blev Portugals sittande president Marcelo Rebelo de Sousa omvald. Han fick 61,6 procent av rösterna på första omgången.
Sedan 2015 styrs landet  av det socialdemokratiska Socialistpartiet (PS). Regeringen har fortsatt att föra en stram ekonomisk politik, men har också höjt pensionerna och minimilönerna och sänkt skatterna för låginkomsttagare. I valet 2019 stärkte PS sin ställning men lyckades inte nå egen majoritet och kommer därför att fortsätta att vara beroende av stöd från ett eller flera partier.  António Costa har varit Portugals premiärminister sedan den 26 november 2015.